# Angkalanthus oligophylla
Angkalanthus oligophylla är en akantusväxtart som beskrevs av Isaac Bayley Balfour. Angkalanthus oligophylla ingår i släktet Angkalanthus och familjen akantusväxter. Inga underarter finns listade i Catalogue of Life.